# Aciphylla
Genre
Aciphylla est un genre de plantes à fleurs de la famille des Apiaceae. Il comprend plus de quarante espèces principalement subalpines à alpines, endémiques de Nouvelle-Zélande et d'Australie. Aciphylla squarrosa est l'espèce type. La majorité d'entre elles se reconnaissent à leurs feuilles distinctement coriaces et/ou spinescentes, d'où le nom scientifique Aciphylla, de aki - « pointe » en grec, et phyllon « feuilles ». Certaines espèces sont largement cultivées ; les plus grandes sont appréciées comme ornementales en horticulture. 

## Liste des espèces
Selon GBIF (4 juin 2021) :
- Aciphylla anomala Allan
- Aciphylla aurea W.R.B.Oliv.
- Aciphylla colensoi Hook.fil.
- Aciphylla congesta Cheeseman
- Aciphylla crenulata J.B.Armstr.
- Aciphylla crosby-smithii Petrie
- Aciphylla dieffenbachii (F.Muell.) Kirk
- Aciphylla dissecta (Kirk) W.R.B.Oliv.
- Aciphylla divisa Cheeseman
- Aciphylla dobsonii Hook.fil.
- Aciphylla ferox W.R.B.Oliv.
- Aciphylla flexuosa W.R.B.Oliv.
- Aciphylla glacialis F.Muell. ex Benth.
- Aciphylla glaucescens W.R.B.Oliv.
- Aciphylla hectori Buchanan
- Aciphylla hookeri Kirk
- Aciphylla horrida W.R.B.Oliv.
- Aciphylla indurata Cheeseman
- Aciphylla inermis W.R.B.Oliv.
- Aciphylla intermedia Petrie
- Aciphylla kirkii Buchanan
- Aciphylla latibracteata W.R.B.Oliv.
- Aciphylla lecomtei J.W.Dawson
- Aciphylla leighii Allan
- Aciphylla lyallii Hook.fil.
- Aciphylla monroi Hook.fil.
- Aciphylla montana J.B.Armstr.
- Aciphylla multisecta Cheeseman
- Aciphylla pinnatifida Petrie
- Aciphylla polita (Kirk) Cheeseman
- Aciphylla scott-thomsonii Cockayne & Allan
- Aciphylla similis Cheeseman
- Aciphylla simplex Petrie
- Aciphylla simplicifolia F.Muell. ex Benth.
- Aciphylla spedenii Cheeseman
- Aciphylla squarrosa J.R.Forst. & G.Forst.
- Aciphylla stannensis J.W.Dawson
- Aciphylla subflabellata W.R.B.Oliv.
- Aciphylla takahea W.R.B.Oliv.
- Aciphylla townsonii Cheeseman
- Aciphylla traillii Kirk
- Aciphylla traversii F.Muell. ex Buchanan
- Aciphylla trifoliolata Petrie
- Aciphylla verticillata W.R.B.Oliv.

## Systématique
Ce genre est décrit en 1775 par les naturalistes allemands Johann Reinhold Forster et Georg Forster, pour l'espèce type Aciphylla squarrosa.
Le genre Coxella Cheeseman & Hemsl. est synonyme de Aciphylla.
Anisotome est le genre le plus proche de Aciphylla. Ces deux genres sont placés dans un groupe monophylétique avec les genres australasiens Gingidia, Scandia et Lignocarpa.